# Epsilon Mensae
Epsilon Mensae (43 Mensae) é uma estrela na direção da constelação de Mensa. Possui uma ascensão reta de 07h 25m 38.19s e uma declinação de −79° 05′ 39.1″. Sua magnitude aparente é igual a 5.54. Considerando sua distância de 466 anos-luz em relação à Terra, sua magnitude absoluta é igual a −0.24. Pertence à classe espectral K2/K3III.